# Abdichtmittel
Abdichtmittel sind wasserhemmende, witterungsbeständige, nicht faulende Stoffe zur flächigen Abdichtung:
- von Bauwerken gegen Regenwasser, siehe Dachabdichtung
- von Bauwerken gegen Erdfeuchte sowie bei der Nutzung anfallende Feuchtigkeit, siehe Bauwerksabdichtung
- von Bauwerken und Behältern gegen aggressive Stoffe, so beispielsweise im Säurebau und in der chemischen Technik.

Traditionell wurden Dachabdichtungen überwiegend aus pflanzlichen Materialien, wie Reet und Holzschindeln, Natursteinen und keramischen Dachziegeln gefertigt. Ab der Industrialisierung kamen noch mineralischen Dachsteine, Dachpappe sowie Blei-, Zink- und Kupferblech hinzu. Heute werden zusätzlich Wellbleche, spezielle Bitumenbahnen sowie Kunststoffbahnen verwendet.
Zur vertikalen Abdichtung von Grundmauern wurden früher Teerpappe und werden heute Bitumen-Klebemassen sowie Kunststofffolien (aus Polyvinylchlorid oder Polyisobutylen) oder Oppanol-Folien sowie Bitumendickbeschichtungen eingesetzt.
Zur Verhinderung von aufsteigender Feuchte wurden für erdberührendes Mauerwerk traditionell wasserundurchlässige Natursteine verwendet. Zur horizontalen Abdichtung von saugfähigem Mauerwerk wurden etwa Schieferplatten zwischen den Steinlagen eingefügt. Heute werden hierzu spezielle Kunststoff- oder Bitumenbahnen in die Mörtelfuge eingelegt, die in der Lage sein müssen, geringe Verformungen aufzunehmen. Zur nachträglichen horizontalen Abdichtung  gibt es eine Vielzahl von Verfahren, siehe: Horizontalsperre.
Nassräume werden nach DIN 18534 mit Bitumenbahnen, bituminösen Spachtelmassen oder Kunststoffbahnen abgedichtet. Inzwischen werden aber vorwiegend Verbundabdichtungen eingesetzt, die auch als alternative Abdichtung bezeichnet werden. Dabei wird meist eine flüssige Kunststoffmasse auf einen geeigneten Untergrund gestrichen, die anschließend elastisch abbindet
Diese Art der alternativen Abdichtung wird nach dem Merkblatt Verbundabdichtungen des Fachverbands des Deutschen Fliesengewerbes im Zentralverband des Deutschen Baugewerbes (ZDB) ausgeführt. Keramische Fliesen oder Platten können dann direkt auf der Abdichtung angesetzt oder verklebt werden.
Vor der Ausführung einer Abdichtung sollte ein glatter, gegebenenfalls nachträglich gespachtelter Untergrund hergestellt und von Fremdkörpern befreit werden. Auf eine sorgfältige Verarbeitung der Stoßstellen (Kleben oder Schweißen mit Gas, elektrischem Strom oder Heißluft) ist zu achten.